# 예르시니아증
예르시니아증(yersiniosis)은 예르시니아 엔테로콜리티카(Yersinia enterocolitica)를 위시한 예르시니아속(Yersinia)의 세균들이 일으키는 질병이다.

## 같이 보기
- 페스트